# Humaitá, Amazonas
Humaitá este un oraș în unitatea federativă Amazonas (AM) din Brazilia.